# Операција Ке
{{Инфокутија Војни сукоб
| битка = Операција „Ке“
| слика = I1Sub.jpg
| величина_слике = 300п
| опис_слике = Посада америчког торпедног чамца ПТ-65, врши инспекцију остатка јапанске подморнице И-1, потопљене 29. јануара 1943. године код Гвадалканала.
| сукоб = Други светски рат
| датум = 14. јануар—7. фебруар 1943.
| локација = Гвадалканал—Соломонова острва
| резултат = Јапанско успешно повлачење
| страна1 =  САД
 Аустралија
 Нови Зеланд
| страна2 =  Јапан
| заповедник1 =  Вилијам Хелси
 Обри Фич
 Александер Печ
 Неитан Ф. Твининг
 Френсиси П. Малкехи
 Џ. Лотон Колинс
| заповедник2 =  Исороку Јамамото
 Гуничи Микава
 Хитоши Имамура
 Џиничи Кусака
 Шинтаро Хашимото
 Харукичи Хјакутаке
| губици1 = 1 крстарица потопљена
1 разарач потопљен
3 торпедна чамца потопљена
1 разарач оштећен
53 авиона уништена
| губици2 = 1 разарач потопљен
1 подморница потопљена
3 разарача теже оштећена
56 авиона уништена</ref>
Користећи јапанско изненађење, савезничке десантне снаге су, већ у сутон 8. августа 1942. године, завршиле своје почетне циљеве осигурања Тулагија и суседних малих острвца, као и извесног аеродрома у изградњи на Лунга Поинту на Гвадалканалу. Савезници су касније дали име аеродрому, „Хендерсеново поље“, по мајору Лофтону Хендерсену, морнаричком пилоту који је погинуо у бици за Мидвеј. Савезнички авиони који су оперисали са аеродрома „Хендерсеново поље“ названи су „Кактус ваздушне снаге“ по савезничком кодном имену за Гвадалканал.</ref>

### Одлука о повлачењу
Током новембра 1943. године јапански армијски војни врх у Токију је наставио да даје подршку даљим покушајима преотимања Гвадалканала. Међутим, у то време ниже рангирани штабни официри започињу опрезну дискусију о напуштању острва. Такуширо Хатори и Масанобу Цуђи, који су недавно посетили Гвадалканал, су рекли својим колегама у штабу да би било који даљи покушај за преузимање острва био узалудан. Рјузо Сеђима је известио да је опадање отпорности јапанских трупа на Гвадалканалу било неочекивано велико, и да би будуће операције коштале превише жртава. Дана 11. децембра, два штабна официра — капетан корвете Јуђи Јамамото и мајор Такахико Хајаши, враћају се у Токио из Рабаула и предају Сеђимине, Хаторијеве и Цуђијеве извештаје. Они додају и то, да већина јапански армијских и морнаричких официра у Рабаулу предлаже напуштање Гвадалканала. Приближно у исто време јапански министар рата информише Генералшатаб да Јапан нема довољан број трговачких бродова који би у исто време пребацивали појачања на Гвадалканал или преносили стратегијске сировине до Јапана, ради одржавања економске и војне моћи.</ref>

### План и снаге
Дана, 3. јануара 1943. године, империјални генералштаб информише 8. армијску област и Комбиновану флоту о одлуци да се напусти Гвадалканал. Од 9. јануара, штабови Комбиноване флоте и 8. армијске област су заједнички израдили план, службено назван „операција Ке“, по једном тону у јапанском Кана речнику, за извршење евакуације.
План је предвиђао да се један батаљон пешадије пребаци разарачима до Гвадалканала, око 14. јануара, са задатком да пружи заштиту током евакуације. Јапанска 17. армија бу започела са повлачењем ка западном крају острва, 25. или 26. јануара, а ваздушна кампања у области јужних Соломона би отпочела 28. јануара. Људство 17. армије би било пребачена на три пут разарачима, током прве недеље фебруара, а завршетак операције је био предвиђен за 10. фебруар. У исто време, јапанске ваздушне и морнаричке активности би постале упадљивије, са мањим нападима у области Нове Гвинеје и Маршалских острва, као и лажни радио промет, којим би трбало збунити савезнике око стварних јапанских намера.</ref>
За ваздушну подршку приликом извођења операције биле су задужене наизменично, морнаричка 11. ваздушна флота и армијска 6. ваздушна дивизија, које су базирале у Рабаулу, са 212, односно 100 авиона. Допунски, 64 авиона са носач авиона Зуикаку су привремено придодати ваздушним снагама у Рабаулу. Такође, и 60 хидроавиона из јапанских поморских снага „Р“ области, су се налазили у Рабаулу, на Бугенвилу и Шортлендским острвима, што значи, да су Јапанци за обезбеђење операције „Ке“, сакупули укупно 436 авиона. Сједињавањем јапанских ратних бродова и морнаричких ваздушних јединица у овој области, формирана је флота југоисточне области, под командом Џиничи Кусаке у Рабаулу.
За супротстављање јапанским бродовима, под командом вицеадмирала Вилијама Хелсија, команданта савезничких снага на јужном Пацифику, била су на располагању 2 носача авиона - (Ентерпрајс и Саратога), 6 ескортних носача авиона, 3 нова брза бојна брода, 4 стара бојна брода, 13 крстарица и 45 разарача. У ваздуху, 13. ваздушна армија, која је бројала 92 ловца и бомбардера, под комнадом бригадног генерала Неитана Ф. Твининга и „Кактус ваздушне снаге“ на Гвадалканалу, са 81 авиона, под командом бригадног генерала маринаца Френсиса П. Малкехија. Контраадмирал Обри Фич је био главни ваздухопловни командант на јужном Пацифику. Број авиона на флотним и ескортним носачима авиона је износио 339 авиона. Поред тога, 30 тешких бомбардера је било стационирано на Новој Гвинеји, са довољно великим радијусом дејства да достигну до јужних Соломонових острва. Укупно, савезници су располагали са 539 авиона, способних да се супротставе операцији „Ке."
До првог викенда јануара, болест, изгладнелост и борбе су смањиле број Хјакутакијевих војника на 14.000, а и међу њима је био велики број уморних и изгладнелих војника који нису били способни за борбу. Јапанска 17. армија је располагала са свега три исправна топа и неколико пројектила за њих. Са друге стране, савезнички командант острва, амерички генерал-мајор Александер Печ, располагао је комбинованим снагама америчких маринаца и копнене војске, сврстаних у 14-ти корпус, са укупно 50.666 војника. Печ је био опремљен са 167 артиљеријских оруђа, укључујући топове и хаубице од 75 mm, 105 mm, и 155 mm, са обилном количином муниције за њих.

## Операција

### Припрема
Од 1. јануара 1943. године, јапанска војска је променила своје радио комуникационе кодове, користивши нове, још теже за савезничке дешифранте, који су успели да претходне делимично пробију, те су на тај начин откривали јапанске намере и покрете. Док је јануар одмицао, савезнички извиђачи и радио прислушкивачи су приметили повећање броја бродова и авиона у базама Трук и Рабаул, као и на Шортлендским острвима. Савезнички аналитичари увиђају да је повећани радио сабраћај на Маршалским острвима био обмана, која треба да им одвуче пажњу од извесне операције у области Нове Гвинеје или Соломонових острва. Међутим, савезнички обавештајци су погрешно протумачили сврху ове операције. Дана, 26. јануара 1943. године, обавештајно одељење при савезничкој пацифичкој команди, обавештава савезничке снаге на Пацифику да се Јапанци спремају за нову офанзиву, под именом „Ке“, на простору Нове Гвинеје или Соломонових острва.
Дана, 14. јануара, једна „Токио експрес“ мисија са 9 разарача пребацује батаљон „Јано“ на Гвадалканал, чији је задатак био да врши стражу на копну за време операције „Ке“. Батаљоном је командовао мајор Кеиђи Јано, и бројао је 750 војника, плус батерија брдских топова са 100 чланова послуге. Са батаљоном је стигао и потпуковник Кумао Имото, представник 8. армијске области, који је био одређен да преда Хјакутакеу наређење и план за евакуацију. Из безбедносних разлога, 17. армије није раније обавештена о одлуци за повлачење са Гвадалканала. „Кактус ваздушне снаге“ и 13. ваздушна армија су напале 9 јапанских разарача током њиховог повратног пута, и оштетиле разараче Араши и Таниказе, а обориле су и 8 јапанских ловаца који ескортовали конвој јапанских разарача. У овом нападу, америчке снаге су остале без 5 авиона.
Касније, 15. јануара, Имото стиже до штаба 17. армије код Кокумбона, и информише Хјакутакеа и његов штаб о одлуци да се изврши повлачење са острва. Прихвативши преко своје воље наређење 16. јануара, штаб 17. армије саопштава тек 18. јануара својим војницима план за евакуацију са острва. План је предвиђао да се 38. пешадијска дивизија, која се тренутно бранила од једне америчке офанзиве по гребенима и брдима у унутрашњости острва, ослободи и повуче ка рту Есперанс на западном крају Гвадалканала, почевши од 20. јануара. Повлачење 38. пешадијске дивизије, штитила би 2. пешадијска дивизија, која се налазила на Гвадалканалу од октобра 1942. године, и батаљон „Јано“, а затим би се и обе ове јединице повукле у западном правцу. Сваки војник који није био способан за кретање, подстицан је на самоубиство „добијајући на тај начин поштовање од царске армије“.

### Повлачење ка западу
Александер Печ отпочиње једну нову офанзиву, управо кад је јапанска 38. пешадијска дивизија оточела са повлачењем са удаљених гребена и брегова који су још увек били у њиховим рукама. Дана, 20. јануара, америчка 25. пешадијска дивизуја, напада неколико брега, који су од Американаца названи; брег 87, брег 88 и брег 89, а формирали су један гребен, који је доминирао изнад Кокумбона. Наилазећи на много мањи отпор него што су предвиђали, Американци освајају сва три брега до јутра 22. јануара. Померајући снаге и искористивши изненадни продор, Лотон Колинс брзо наставља напредовање и заузима пред сам сутон следећа два брега; брег 90 и брег 91, постављајући Американце у позицију да изолују и освоје Кокумбону, те на тај начин ухвате у клопку целу јапанску 2. пешадијску дивизију.
 Реагујући брзо на насталу ситуацију, Јапанци су хитно евакусали Кокумбону и наредили својој 2. пешадијској дивизији да се дмах удаљи ка западу. Америкамци освајају 23. јануара Кокумбону. Иако је неколико јапанских јединица ухваћено у клопку између америчких снага и уништено, већи део 2. јапанске пешадијске дивизији је успео да се извуче.
Још увек плашећи се нове и појачане јапанске офанзиве, Печ ангажује снаге у јачини од само једног пука за време напада на јапанске снаге западно од Кокумбона, задржавајући остале снаге у близини Лунга Поинта као заштиту аеродрома. Терен западно од Кокумбона, био је добар за Јапанце који су покушавали да задрже америчке снаге, док је остатак 17. армије наставио да се повлачи ка рту Есперанс. Америчко напредовање је било дуж ивице једног пролаза свега 270 до 550 метара широког, између густе џунгле на копну и стрмих коралних гребена. Гребени, су се простирали вертикално дуж обале, упоредно са многобројним потоцима и заливима који пресецају пролаз са „ребрастом тачношћу."</ref>
Јапанска одбрана на реци Бонеги је успела да заустави америчко напредовање за скоро три дана. Тек уз помоћ гранатирања Јапанаца са америчких разарача Вилсон и Андерсон, 1. фебруара, Американци су успешно прешли реку, али нису одмах журили са напредовањем ка западу.

### Ваздушна кампања
Ваздушна кампања у склопу операције „Ке“ отпочела је средином јануара ноћним нападима на аеродром „Хендерсеново поље“ са по 3 до 10 авиона, причињавајући безначајне штете. Дана 20. јануара 1943. године, један усамљени Каваниши Х8К бомбардује Еспириту Санто. Пет дана касније, 25. јануара, 58 морнаричких ловаца Зеро изводе дневни препад на Гвадалканал. Као одговор „Кактус ваздушне снаге“ шаљу у одбрану 8 ловца Граман F4F вајлдкет и 6 ловца П-38 Лајтинг, који обарају 4 Зероа без сопствених губитака.
Други већи ваздушни препад је извршен 27. јануара, са 9 лаких бомбардера Кавасаки Ки-48, који су били праћени са 74 ловца Накаџима Ки-43 из морнаричке 6. ваздушне дивизије базиране у Рабаулу. Савезници су сакупили изнад Гвадалканала 12 ловца Граман F4F, 6 ловца П-38 Лајтинг и 10 ловца П-40, који су узлетели са аеродрома „Хендерсеново поље“. У насталој ваздушној бици, Јапанци су изгубили 6 ловца, а „Кактус ваздушне снаге“; 1 ловац Ф4Ф, 4 ловца П-40 и 2 ловца П-38. Бомбардери Кавасаки су избацили бомбе на америчке позиције у околини реке Матаникау, проузрокујући мале штете.

### Битка код острва Ренел
Верујући да се Јапанци спремају за једну нову велику офанзиву у области јужних Соломона, са циљем повратка аеродрома „Хендерсеново поље“, адмирал Хелси почевши од 29. јануара, спрема и шаље према јужној области Соломонових острва пет група ратних бродова са задатком да заштите конвој са трупама, и увуку у борбу било које јапанске морнаричке снаге које би дошле у њихов домет. У ових пет група се налазило: 2 носача авиона, 2 ескортна носача авиона, 3 бојна брода, 12 крстарица и 25 разарача.
 Ближа заштита конвоја била је дужност оперативне ескадре ТФ 18 (Task Force 18 - TF 18), под командом контраадмирала Роберта Гифена, састављена од тешких крстарица Вичита, Чикаго и Луисвил; лаких крстарица Монпеље, Кливленд и Колумбија; ескортних носача авиона Ченанго и Суван; и 8 разарача. Група у којој је био носач авиона Амерички носач авиона Ентерпрајс, налазила се 250 наутичких миља иза ТФ 18.</ref>
Амерички транспортни конвој стиже до Гвадалканала и успешно истоварује свој терет током 30. и 31. јануара. Остатак Хелсијевих ратних бродова остају стационирано у Коралном мору, јужно од Соломонових острва, очекујући појаву јапанских поморских снага, пошто су савезници веровали да предстоји једна нова јапанска офанзива. Одлазак оперативне ескадре ТФ 18 из области Гвадалканала, отклонио је једину могућу опасност по операцију „Ке“.
Такође, 29. јануара, две корвете из састава поморских снага Новог Зеланда, Моа и Киви, откривају јапанску подморницу И-1, која је покушавала да достави снабдевања код Камимбоа на Гвадалканалу. Након 90 минута борбе, две корвете успевају да потопе подморницу И-1.

### Прва евакуациона пловидба
Остављајући своје крстарице код Кавијенга, Микава окупља свих 21 његових разарарача у поморској бази на Шортлендским острвима, одакле креће 31. јануара на прву евакуациону мисију. Контраадмирал Шинтаро Хашимото је био на чело ове групе разарача, назване „јединица за осигурање“. Шездесет хидроавиона из састава јапанских поморских снага „Р“ области, су коришћени као извиђачи за „јединицу за осигурање“, а уједно су служили и као одбрана од напада америчких торпедних чамаца током ноћног евакуационог пута. Савезнички бомбардери Б-17 летеће тврђаве, изводе напад на јапанску поморску базу на Шортлендским острвима, ујутру 1. фебруара, али причињавају јако мало штете, уз губитак од четири бомбардера. Истог дана, јапанска 6. ваздушна дивизија изводи напада на аеродром „Хендерсеново поље“, са 23 ловца Накаџима Ки-43 и 6 бомбардера Кавасаки Ки-48, али ни они не постижу неке значајније резултате, уз губитак од једног ловца.
 Верујући да се јапанске снаге повлаче ка јужној обали Гвадалканала, ујутру 1. фебруара, Печ искрцава један ојачани армијски батаљон и маринце, око 1500 људи, под командом пуковника Александер Џорџа, код Верахуе на Гвадалканалској јужној обали. Америчка војска је превежена до места искрцавања помоћу морнаричких транспортних снага, које су се састојале од 6 десантних тенконосаца и једног транспортног разарача (Стрејнгем), ескортовани од четири разарача, који је требало три дана раније да се састану са оперативном ескадром ТФ 18. Један јапански извиђачки авион је уочио ове америчке поморске снаге. Сматрајући да ове снаге прдстављају опасност за ноћну евакуациону мисију, Јапанци шаљу у напад са аеродрома код Буина – Бугенвил, 13 обрушавајућих бомбардера, у пратљи 40 ловца Зеро.
Сматрајући јапанске авионе за пријатељске, амерички разарачи не отварају против-авионску паљбу све док обрушавајући бомбардери нису отпочели обрушавајући напад. Почевши од 14:53 сати, разарач Де Хеивн бива погођен са три бомбе и тоне веома брзо на око 2 наутичке миље јужно од острва Саво, заједно са 167 чланова посаде, укључујући и заповедника брода. Разарач Николас је оштећен од експлозија бомби, које су пале у његовој близини. Пет обрушавајућих бомбардера и три ловца Зеро су оборена услед дејства против-авионске ватре, и ловца из “Кактус ваздушних снага“. У овој борби, америчке „Кактус ваздушне снаге“ губе три ловца Граман F4F.
Хашимото напуста поморску базу на Шортлендским острвима 1. фебруара у 11:30 сати, заједно са 20 разарача, и полази на прву евакуациону мисију. Дванаест разарача су била предвиђена за транспорт, а осам је вршило улогу њихове заштите. Јапански разарачи су нападнути током поподнева у близини острва Вангуну, од 92 авиона „Кактус ваздушних снага“, у два таласа. Једна бомба пада у близини заставног брода Хашимота, разарача Макинами, и тешко га оштећује. Хашимото прелази на разарач Ширајуки, а одваја разарач Фумизуки да узме у вучу разарач Макинами, и врате се заједно у базу. У овим нападима, „Кактус ваздушне снаге“ губе 4 авиона.
Једанаест америчких торпедних чамаца је чекало Хашимотове разараче између острва Саво и Гвадалканала. Почевши од 22:45 сати, Хашимотови разарачи и амерички торпедни чамци воде серију битака током следећа три сата. Јапански бродови уз помоћ авијације “Р“ области, потапају три америчка торпедна чамца.
У међувремену, транспортни разарачи стижу наизменично до две одабране локације код Рта Есперанс и Камимбоа, у 22:40 и 24:00 сати. Јапански морнари пребацују трупе са обале до разарача у баркама и десантним чамцима. Контраадмирал Томиђи Којанаги, други по чину у „Јединици за осигурање“, овако описује евакуисане војнике: "Њихова одела су запараво били остаци одеће, која је била јако прљава, а њихова физичка дотрајалост је била доведена до крајњих граница. Вероватно су били срећни, али нису показивали то по изразу лица. Њихови дигестивни органи су били толико уништени, да смо им ми од хране могли дати, једино овсену кашу." Један други официр је додао, "Њихове стражњице су биле толико омршавеле, да су им чмареви били потпуно незаштићени, а на разарачима који су их превозили, они су патили од константне и необуздане диареје."
Након што су укрцали 4.935 војника, већином из 38. пешадијска дивизије, транспортни разарачи прекидају даља укрцавања у 01:58 сати, и припремају се за повратни пут ка Шортлендским острвима. У исто време, на Макигуму, једном од заштитнх разарача, одјекнула је силна експлозија, највероватније од поготка торпеда са неког америчког торпедног чамца, или услед удара у подводну мину. Кад је Хашимото информисан о штети на разарачу Макигумо, он наређује његово напустање и потапање. Током повратног пута, „Јединица за осигурање“ је нападнута око 08:00 сати од авиона из састава „Кактус ваздушних снага“, али пролази без оштећења и стиже 2. фебруара 1943. године у 12:00 сати, у базу на Шортлендским острвима.

### Друга и трећа евакуациона пловидба
Дана, 4. фебруара, Печ наређује 161. пешадијском пуку да замени 147. пешадијски пук на фронту и настави напредовање ка западу. Јано батаљон се повлачи на нове позиције код реке Сегилау, а део трупа је послат да заустави напредовање Џорџових снага дуж јужне обале. У међувремену, Хелсијеве оперативне ескадре носача авиона и бојних бродова су нападнуте од јапанских авиона, на око 300 наутичких миља јужно од Гвадалканала.
 Кондо шаље два своја разарача, Асагумо и Самидаре, ка Шортленду, где је требало да замене два изгубљена разарача из прве евакуационе мисије. Хашимото предводи другу евакуациону мисију са 20 разарача, који крећу 4. фебруара у 11:30 сати на југ ка Гвадалканалу. „Кактус ваздушне снаге“ нападају Хашимотове бродове у два таласа, почешвши од 15:50 сати, са укупно 74 авиона. Бомба која је пала у близини разарача Маиказе, тешко га оштећује, и Хашимото одређује разарач Нагацуки да га узме у вучу, и врате се заједно ка Шортленду. У овим нападима „Кактус ваздушне снаге“ губе 11 авиона, док су Јапанци изгубили само један ловац Зеро.
Амерички торпедни чамци нису извели напад током ноћи на Хашимотове снаге, које су неометано наставиле са пловидбом. „Јединица за осигурање“ укрцава Хјакутакеа, његов штаб, и 3.921 војника, већином из 2. пешадијске дивизије, и одлази ка Бугенвилу, где стиже 5. фебруара у 12:50 сати, без икаквих проблема на путу. „Кактус ваздушне снаге“ су пробале да изведу један ваздушни напад, али не успевају да лоцирају Хашимотове снаге.
Варујући да су јапанске мисије од 1. и 4. фебруара биле мисије за дотур појачања, а не евакуационе мисије, америчке снаге на Гвадалканалу су напредовале полако и опрезно, прелазећи сваког дана по приближно 800 метара. Џорџове снаге су одмарале до 6. фебруара, након што су напредовале до места Тити на јужној обали. На северној обали, 161. пешадијски пук започиње 6. фебруара у 10:00 сати напад у правцу запада, и стиже до реке Умасани, још истог дана. У исто време, Јапанци повлаче 2.000 преосталих војника ка Камимбоу.
Дана, 7. фебруара 1943. године, амерички 161. пешадијски пук прелази реку Умасани и стиже до Бунина, на око 9 наутичких миља од рта Есперанс. Џорџове снаге, сада под командом Џорџа Ф. Ферија, напредује од села Тити ка Марововоу и укопава се током ноћи на око 1.800 метара северно од села.</ref>
Допловивши до Камимбоа, Хашимотове снаге почињу да укрцавају 1.972 војника, од 00:03 сати, 8. фебруара, неометано од Америчке морнарице. За свега један и по сат, посаде разарача, веслајући својим чамцима пребацују све војнике до бродова. У 01:32 сати, „јединица за осигурање“ напуста Гвадалканал, и одлази ка Бугенвилу, где стиже без инцидента, комплетирајући операцију.

## Последице
У зору, 8. фебруара, америчке снаге на обе обале настављају своје напредовање, сукобљавајући се само са појединим болесним и умурујућим јапанским војницима. Печ тада схвата да су Токио експрес мисије последњег викенда биле евакуација, а не мисије за дотур појачања. У 16:50 сати, обе америчке јединице се састају на западној обали, код села Тенаро. Печ шаље једну поруку Хелсију, изјављујући, "Тотално и потпуно поражене јапанске снаге на Гвадалканалу, постигнуто данас у 16:25 сати.... Токио експрес више нема станицу на Гвадалканалу."</ref>
Већина историчара налазе мане Американцима, нарочито Печу и Хелсију, због некоришћење њихове копнене, ваздушне, и морнаричке суперирнисти, у спречавању успешне јапанске евакуације већине њихових преживелих снага са Гвадалканала. Честер Нимиц, командант савезничких снага на Пацифику, изјавио је о успешности операције „Ке“, „До последњег тренутка се чинило да Јапанци покушавају извршити још једну мисију за дотур појачања. Умешност прикривања њиховог плана и велика брзина дејства, омогућиле су Јапанцима да повуку преостале снаге са Гвадалканала. Све до 8. фебруара, када је операција завршена, ми нисмо схватили сврху њиховог ваздушног и поморског ангажовања."</ref><ref>Милер, стр. 348–350